# Xidawu (sockenhuvudort i Kina, Hebei Sheng, lat 38,31, long 114,09)
Xidawu är en sockenhuvudort i Kina. Den ligger i provinsen Hebei, i den norra delen av landet, omkring 260 kilometer sydväst om huvudstaden Peking. Antalet invånare är 19 029. Befolkningen består av 9 286 kvinnor och 9 743 män. Barn under 15 år utgör 19,0 %, vuxna 15-64 år 72 %, och äldre över 65 år 8,0 %.
Runt Xidawu är det ganska tätbefolkat, med 172 invånare per kvadratkilometer. Närmaste större samhälle är Donghuishe, 6,0 km söder om Xidawu. Trakten runt Xidawu består till största delen av jordbruksmark.
Genomsnittlig årsnederbörd är 656 millimeter. Den regnigaste månaden är juli, med i genomsnitt 206 mm nederbörd, och den torraste är december, med 4 mm nederbörd.